# Landed gentry

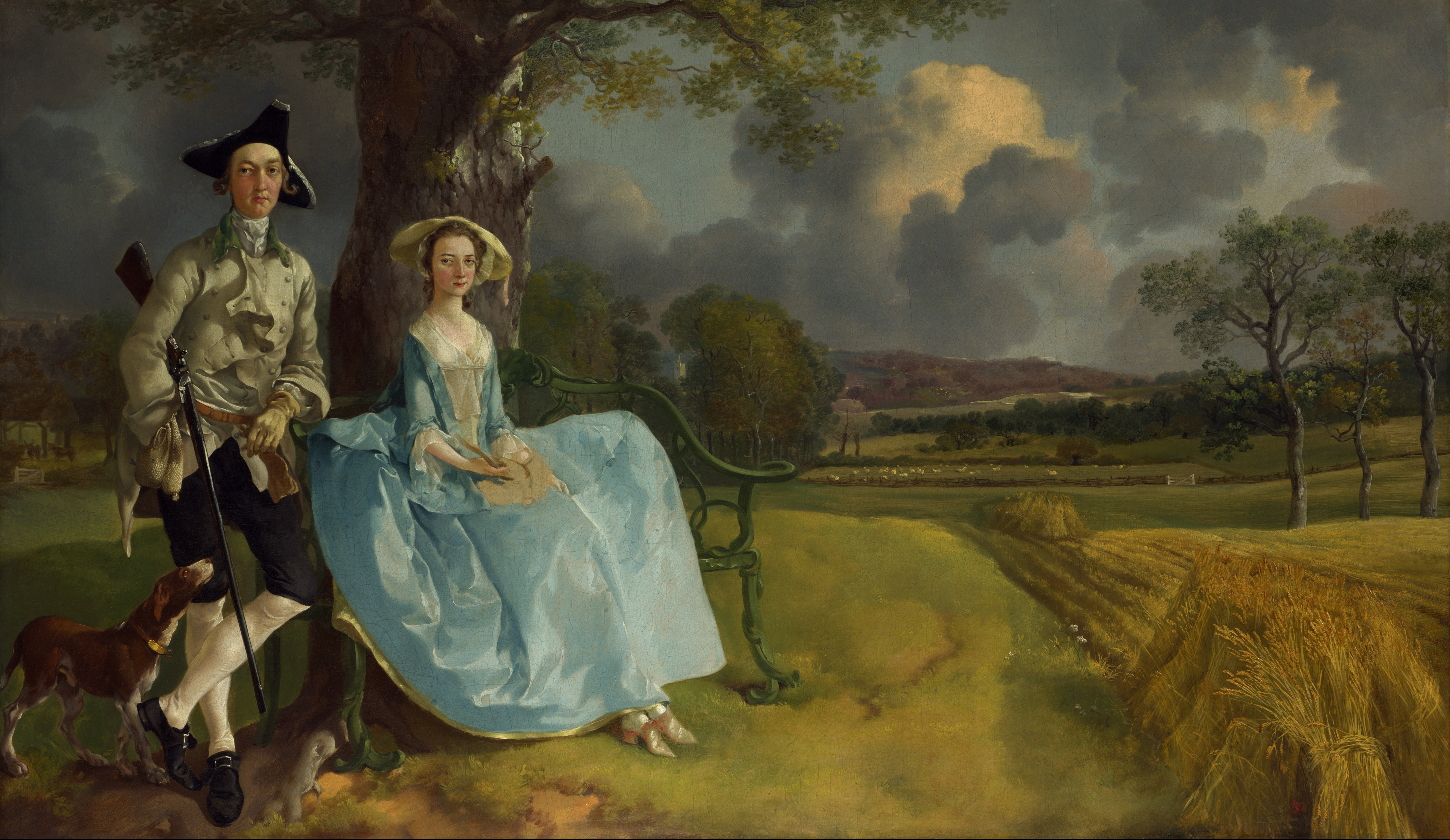
Mr and Mrs Andrews från 1748–1749 är en målning av brittiske konstnären Thomas Gainsborough som föreställer idealet för landed gentry-folk. Originalet finns på National Gallery i London.

Landed gentry, eller enbart gentry, är en historisk brittisk samhällsklass främst i England, bestående av en övre medelklass, vanligen familjer med en godsägare som kunde leva enbart på jordränta som inkomst för att upprätthålla en ståndsmässig livsföring. 
Äldste sonen övertog i regel egendomen vid arvskifte och yngre söner fick välja yrkesbana. De yrkesgrupper som ansågs som socialt acceptabla för yngre söner var: officerare i marinen eller armén, sjöbefäl i handelsflottan, jurister samt klerker. 
Gentry ska inte förväxlas med bördsaristokratin bärandes pärsvärdighet, vilket fram till 1900-talets slut innebar ärftlig representation i överhuset och vars sociala status var steget högre. Ofta ses gentry som en brittisk motsvarighet till lågadel.